# Gerd Müller (político)

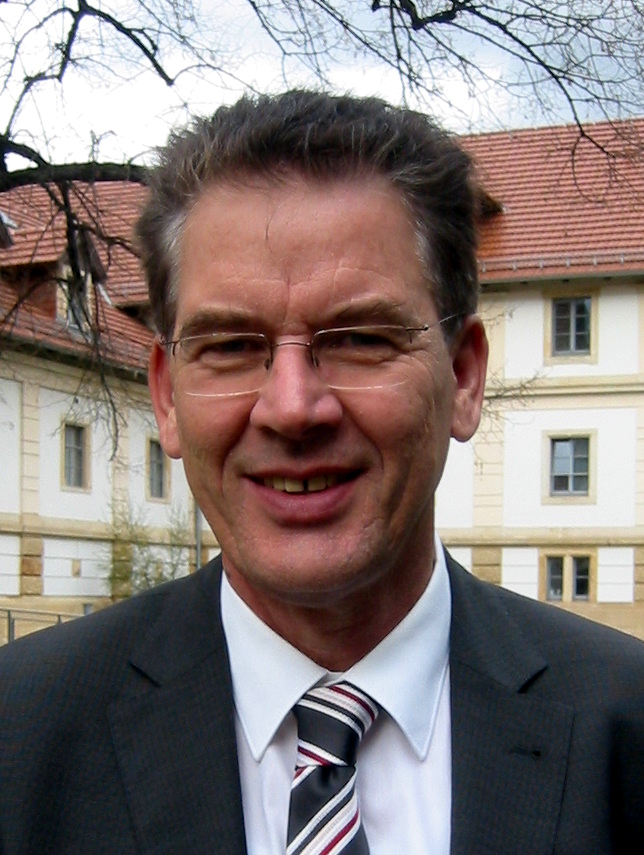
Gerd Müller (2009)

Gerd Müller (Krumbach, Suábia, 25 de agosto de 1955) é um político alemão. É filiado à União Social-Cristã (CSU).
Desde 2005 Gerd Müller é secretário de Estado Parlamentar no Ministério da Nutrição, Agricultura e Defesa do Consumidor da Alemanha.

## Família
Gerd Müller é casado e tem dois filhos.